# Сітко Яків Петрович
Сітко Яків Петрович (17 березня 1903, Миргород — 26 січня 1972, там само) — миргородський бандурист, співак, організатор культурної діяльності.

## Життєпис
Походив із селянської родини, жив на Українській вулиці (територія нинішнього будинку Nº 16).
Початкову освіту здобув у Миргородській церковнопарафіяльній школі. За твердженням самого Я. Сітка, на початку 20-х рр. він брав уроки музики й вокалу в артистки Маріїнського оперного театру Віри Ферсалон (Шварсалон), яка протягом певного часу жила в Миргороді.
Керував хором української автокефальної Троїцької церкви. 1927 року став членом Миргородської капели бандуристів. До 1931 року мандрував містами й селами України разом з іншими миргородськими бандуристами — Іваном Ярошем, Дем'яном Мензаренком, Миколою Соколовським, Олесем Корецьким та дружиною Марією Михайлівною (з дому Скляр). З 1931 року працював хормейстером і керівником капели бандуристів у м. Миколаєві, в 1933—1937 роках — машиністом електростанції в депо залізничної станції Ромодан. До початку війни працював, як і багато інших миргородських кобзарів, артистом-бандуристом при філармоніях різних міст України. Виконував думи «Невільницький плач», «Буря на Чорному морі», народні пісні.
Пройшов усю війну 1941—1945 років, зазнав поранень. У повоєнний час, із 1946 до 1959 року був учасником Державної капели бандуристів. Повернувшись до Миргорода, керував хором електростанції, ансамблем бандуристів при районному будинку культури рідного міста. На такій самій посаді протягом трьох років працював у Житомирській філармонії, звідки вийшов на пенсію й знову прибув до Миргорода. З його ініціативи та завдяки його фаховим і організаторським здібностям у місті при РБК було створено хор ветеранів праці.
Уже в літньому віці протягом кількох років виступав на Сорочинському ярмарку. Похований у Миргороді на Троїцькому цвинтарі.